# National Institute of Advanced Industrial Science and Technology
Das National Institute of Advanced Industrial Science and Technology, kurz AIST (engl. für jap. 産業技術総合研究所, Sangyō gijutsu sōgō kenkyūsho, dt. etwa „allgemeines Forschungsinstitut für Industrietechnik“, kurz 産総研, Sansōken), ist eine staatlich getragene Forschungsorganisation und nationales Metrologie-Institut Japans. In der heutigen Form wurde sie zu Beginn des Fiskaljahres 2001 (1. April) geschaffen. Der Präsident ist Ishimura Kazuhiko. Die Organisation zählt ca. 2300 Forscher und 700 Verwaltungsangestellte (Stand 2021).
Die dem Ministry of Economy, Trade and Industry zugeordnete Incorporated Administrative Agency (dokuritsu gyōsei hōjin, Selbstverwaltungskörperschaft) wurde bei der Restrukturierung der Zentralregierung im Januar 2001 aus dem Vorgängerministerium ausgegliedert. Hauptsitz ist Tsukuba, Präfektur Ibaraki. Das Budget belief sich im Fiskaljahr 2019 auf rund 101 Mrd. Yen.

## Aktivitäten
Das AIST betreibt u. a. eine Datenbank mit Spektren von über 34.000 organischen Verbindungen (Stand Mai 2015). Es werden pro Substanz bis zu sechs verschiedene Spektren angezeigt (Massenspektrum, 1H-NMR, 13C-NMR, Infrarotspektrum, Ramanspektrum und ESR-Spektrum). Die meisten Spektren wurden beim AIST gemessen, um sicherzustellen, dass sie unter reproduzierbaren Bedingungen entstanden sind.